# Gabinete de crisis
Un gabinete de crisis o gabinete de emergencia es un comité convocado, normalmente por el jefe de Estado o el jefe de gobierno, para evaluar y coordinar las acciones, incluyendo los eventuales planes de contingencias, de los gobiernos para afrontar los distintos tipos de crisis, emergencias o amenazas que surgen. Aunque suele estar formado por ministros y altos cargos de la administración pública, dependiendo del tipo de crisis a tratar, puede estar integrado también por mandos policiales, de inteligencia o militares.

## Gabinetes de crisis por país (permanantes oad hoc)

### Estados Unidos
El Centro Presidencial de Operaciones de Emergencia (PEOC) es un búnker construido debajo de la Ala Este de la Casa Blanca. No debe confundirse con la Sala de Situaciones, situado en el sótano de la Ala Oeste, un centro permanente de monitorización y vigilancia creado en 1962 por el Presidente Kennedy tras el fallido intento de invasión de la Bahía de Cochinos.

### España
La Comisión Delegada del Gobierno para Situaciones de Crisis, creada en 1986, es el órgano del estado previsto para situaciones de emergencia. Desde 2013 sus funciones las asume el Consejo de Seguridad Nacional.
Por otra parte, en el siglo XIX, el Gabinete Metralla fue el nombre popular dado al Consejo de Ministros encargado de reprimir la Revolución española de 1854 (conocida como la Vicalvarada), durante el reinado de Isabel II.

### Nueva Zelanda
El National Crisis Management Centre está ubicado en el sótano del llamado Beehive (colmena), el edificio que alberga al Gobierno de Nueva Zelanda, su primer ministro y el consejo de ministros, y que forma parte del complejo de edicifios del Parlamento de Nueva Zelanda.

### Reino Unido
La Cabinet Office Briefing Room (Cobra, acrónimo de Cabinet Office Briefing Room A, por encontrarse en dependencias del Gabinete del Reino Unido en Downing Street), fue creado para afrontar la huelga de mineros de 1972, es el órgano presidido, normalmente, por el primer ministro para afrontar situaciones que afectan al país a nivel regional, nacional o por acontecimientos internacionales.